# Élisabeth Bergeron
Pour les articles homonymes, voir Bergeron.
Élisabeth Bergeron (La Présentation, 25 mai 1851 - Saint-Hyacinthe, 29 avril 1936) est une religieuse canadienne fondatrice des sœurs de Saint Joseph de Saint-Hyacinthe et reconnue vénérable par l'Église catholique

## Biographie
Née à La Présentation, près de Saint-Hyacinthe, elle est issue d'une famille pauvre, la quatrième de onze enfants. Fille débrouillarde, elle fait sa première communion seule à l'âge de huit ans avec son frère. En 1865, à 14 ans, elle souhaite entrer dans les sœurs de la charité de Saint-Hyacinthe, mais il est estimé qu'elle est encore trop jeune. 
Sa famille émigre aux États-Unis à la suite de la crise économique et elle vivra à Brunswick (Maine) et à Salem. Elle découvre un intérêt pour le catéchisme alors qu'elle travaille à refiler le coton. Revenue au pays en 1870, elle tente d'entrer dans les adoratrices du Précieux-Sang, les sœurs de la Miséricorde et les sœurs de la Présentation, mais elle n'est pas admise dans ces congrégations.
Louis-Zéphirin Moreau, évêque de Saint-Hyacinthe, voulait développer l'instruction dans les régions rurales canadiennes. Dans son idéal apostolique, Élisabeth fonde les sœurs de Saint Joseph de Saint-Hyacinthe pour subvenir à l'œuvre du bon père Moreau. Elle encourage l'éducation, fonde des écoles, anime sa communauté et cultive un esprit de pauvreté évangélique.
Pendant toute sa vie, elle s'est dépensée au service des autres. Elle était présente auprès de sœurs et des supérieures, qui admiraient sa clairvoyance et sa sagesse. Elle occupe la tâche de conseillère générale jusqu'en 1925. Le 29 avril 1936, elle décède le jour de la fête de saint Joseph à l'âge de 84 ans, un mois avant son 85e anniversaire.
À sa mort, plusieurs personnes viennent toucher son cercueil et des demandes de guérison lui sont adressées. Sa congrégation se répand à travers le Canada, en Haïti, au Brésil et dans trois pays africains. Le 12 janvier 1996, ses vertus héroïques ont été reconnues par la congrégation pour les causes des saints et elle a été déclarée vénérable.